# Сторм, Люсьен
Люсьен Сторм (нидерл. Lucien Storme; 18 июля 1916, Хёвелланд, Бельгия — 10 апреля 1945, Зигбург, Германия) — бельгийский профессиональный шоссейный велогонщик в 1938-1940 годах. Победитель велогонки Париж — Рубе (1938).
Поскольку во время Второй мировой войны возможности заработка для профессиональных велосипедистов едва хватали на выживание, Сторм начал переправлять табак и бензин через границу во Францию. В декабре 1942 года он был арестован и с марта 1943 года находился в тюрьме города Зигбурга в Германии. 10 апреля 1945 года случайно погиб при освобождении города американскими войсками.

## Достижения
1938
1-й Париж — Рубе
1939
1-й — Этап 6a Тур де Франс
2-й Париж — Тур
3-й Париж — Брюссель
3-й Париж — Сент-Этьен